# Генетика 5-HT1A-рецептора
Белок серотонинового рецептора подтипа 5-HT₁A у человека кодируется геном HTR1A. Этот ген не содержит интронов.

## Однонуклеотидные полиморфизмы
У человека обнаружены несколько вариантов полиморфизма этого гена. Исследование 2007 года перечисляет обнаруженные к тому времени 27 однонуклеотидных полиморфизмов гена HTR1A. Наиболее изученные на сегодня однонуклеотидные полиморфизмы — это C-1019G (rs6295), C-1018G, Ile28Val (rs1799921), Arg219Leu (rs1800044) и Gly22Ser (rs1799920). Некоторые другие изученные однонуклеотидные полиморфизмы — это Pro16Leu, Gly272Asp и синонимичный полиморфизм G294A (rs6294). Эти генетические полиморфизмы подвергались изучению на предмет их возможной связи с психическими заболеваниями, однако чётких и однозначно трактуемых результатов при этом не было получено.